# Heodes montana
Heodes montana är en fjärilsart som beskrevs av Meyer-dür 1852. Heodes montana ingår i släktet Heodes och familjen juvelvingar. Inga underarter finns listade i Catalogue of Life.